# ایگریت
ایگریت (انگلیسی: Ygritte) یک شخصیت خیالی در مجموعه داستان‌های خیالی-حماسی ترانه یخ و آتش اثر نویسندهٔ آمریکایی جرج آر. آر. مارتین و اقتباس تلویزیونی آن بازی تاج‌وتخت است.
این کاراکتر، نخستین بار در نبرد پادشاهان (۱۹۹۸) معرفی می‌شود و بعد در طوفان شمشیرها (۲۰۰۰) نیز حضور می‌یابد.
ایگریت یک بربر (Wildling) در سرزمین‌های آنسوی دیوار در قارهٔ وستروس است که تابع قوانین فئودالی هفت پادشاهی نیستند و ایگریت این مردمان را «مردمان آزاد» (Free Folk) می‌نامد.
در ماموریتی که جان اسنو همراه لرد مورمونت به آنسوی دیوار می رود ایگریت را اسیر میکند.‌ طی اتفاقاتی برتری به دست ایگریت افتاده و جان اسیر او می شود. ایگریت جان را نزد منس میبرد. جان که به دستور لرد فرمانده اش ماموریت جاسوسی در بین مردمان آزاد را دارد خود را مخالف نگهبانان شب و قوانین آنها نشان می دهد تا آنجا که برای پذیرفته شدن در بین آنها با ایگریت همبستر می شود. رفته رفته احساس و رابطه ای میان آن دو به وجود می آید، که با فرار جان از دست مردمان آزاد رابطه پایان میابد.
در طی یورش مردمان آزاد به دیوار و جنگی که سر میگیرد ایگریت به داخل دیوار نفوذ می‌کند و در حالی که سلاحش را به طرف جان گرفته اما توان شلیک را در خود نمیبیند توسط پسر بچه ای از ارتش نگهبانان شب کشته می شود.
نقش این شخصیت خیالی را در مجموعهٔ تلویزیونی بازی تاج‌وتخت که محصول اچ‌بی‌او است، رز لزلی ایفا می‌کند.

## ویژگی‌های شخصیتی
ایگریت یک زن بربر است که موهای سرخ دارد. او دختری سرسخت، لجباز و خشمناک است و در فرهنگ مردمان خودش، با نام زن زوبین‌دار معروف است: هم زن است و هم یک جنگاور.
شخصیت ایگریت و کارهایی که انجام می‌دهد، بیشتر از نگاهِ دیگران و از جمله جان اسنو مشاهده یا توصیف می‌شود.